# TNT N.V.
TNT N.V. was een internationale logistieke dienstverlener sinds 2005. In 2011 werd TNT N.V. opgesplitst in PostNL en TNT Express. De afkorting TNT stond voor Thomas Nationwide Transport, verwijzend naar de oprichter en voormalig eigenaar Ken Thomas.

## Geschiedenis
De geschiedenis van de Nederlandse tak gaat terug tot 1989 toen PTT Post BV werd opgericht als volledige dochteronderneming van Koninklijke PTT Nederland (KPN). PTT Post BV fungeerde als het openbare postbedrijf in Nederland. Tevens werden postdiensten in Nederland en het buitenland aan zakelijke en particuliere klanten verleend. KPN nam in 1996 het oorspronkelijk Australische TNT (Thomas Nationwide Transport, opgericht door Ken Thomas in 1946) over en integreerde dit in de PTT Post groep. In 1998 splitste de Postgroep zich af en ging verder onder de naam TNT Post Groep (TPG). In 2001 werd de afkorting TPG de officiële naam. In 2005 veranderde TPG zijn naam in TNT NV. Vanaf dat moment verdwenen de rode brievenbussen uit het straatbeeld en werden ze langzamerhand vervangen door oranje. Een operatie die nog tot 2012 zou duren.
TNT bestond uit drie divisies; TNT Post, TNT Express en TNT Logistics en de dochteronderneming GlobalCollect die online betaaloplossingen aanbood. Onder de Post vielen de bedrijfsonderdelen Nederlandse post, de pakketservice en de European Mail Networks (EMN). Onder Express vielen onder andere TNT Airways en Freight Management (expeditie). In 2005 werd GlobalCollect verkocht aan Waterland Private Equity Investments en Prime Technology Ventures en is sinds 2014 onderdeel van Ingenico. TNT Logistics werd in 2006 verkocht aan de Amerikaanse durfkapitalist Apollo Management, en heet sindsdien CEVA Logistics. De expeditie afdeling van Logistics, Freight Management, werd een jaar later verkocht aan het Franse GEODIS.
Het bedrijf bestond vanaf dat moment uit twee divisies: Post (binnenlandse post, internationale post, geadresseerde direct mail, ongeadresseerde post en diensten op het gebied van data- en documentmanagement) en Express (het vervoer van documenten, pakketten en vrachtzendingen met een bepaalde aflevertijd, met name gericht op de business-to-businessmarkt).

### Splitsing in TNT Express en PostNL
Op 25 mei 2011 is TNT N.V. opgesplitst in de aparte beursgenoteerde bedrijven TNT Express N.V. en PostNL N.V.. Deze splitsing was met terugwerkende kracht vanaf 1 januari 2011 effectief. Belangrijkste argument voor de splitsing was het verschil in bedrijfsactiviteiten. De postdivisie kampte met een krimpende Nederlandse markt waar steeds minder post werd verstuurd onder andere door de opkomst van e-mail. Bij TNT Express lag de nadruk op groei van de netwerken in Europa en in opkomende landen zoals China, Zuid-Amerika en India. TNT NV was genoteerd aan de beurs van Amsterdam. Bij de splitsing in 2011 kreeg PostNL bijna een derde van de aandelen van TNT Express mee. In december 2013 verkocht PostNL bijna 82 miljoen aandelen TNT Express voor € 6,20 per stuk. De opbrengst van € 507 miljoen wordt gebruikt om de schuld van het bedrijf te verminderen. Na de verkoop had PostNL nog een belang van circa 14,8% in TNT Express.

### Tijdlijn
|                  |                  | voorloper  | voorloper  | voorloper      | voorloper      | voorloper      | voorloper                | voorloper                | (onderdeel van) PTT      | (onderdeel van) PTT      | (onderdeel van) PTT      | (onderdeel van) PTT      | (onderdeel van) PTT      | (onderdeel van) PTT      | (onderdeel van) PTT      | (onderdeel van) PTT      | (onderdeel van) PTT      | (onderdeel van) PTT | (onderdeel van) PTT | (onderdeel van) PTT | (onderdeel van) PTT | (onderdeel van) PTT | verzelfstandigd/geprivatiseerd bedrijf | verzelfstandigd/geprivatiseerd bedrijf | verzelfstandigd/geprivatiseerd bedrijf | verzelfstandigd/geprivatiseerd bedrijf | verzelfstandigd/geprivatiseerd bedrijf | verzelfstandigd/geprivatiseerd bedrijf | verzelfstandigd/geprivatiseerd bedrijf | verzelfstandigd/geprivatiseerd bedrijf | verzelfstandigd/geprivatiseerd bedrijf | verzelfstandigd/geprivatiseerd bedrijf | verzelfstandigd/geprivatiseerd bedrijf | verzelfstandigd/geprivatiseerd bedrijf | verzelfstandigd/geprivatiseerd bedrijf | verzelfstandigd/geprivatiseerd bedrijf | verzelfstandigd/geprivatiseerd bedrijf | verzelfstandigd/geprivatiseerd bedrijf | verzelfstandigd/geprivatiseerd bedrijf | verzelfstandigd/geprivatiseerd bedrijf |
|                  |                  |            |            |                |                |                |                          |                          |                          |                          |                          |                          |                          |                          |                          |                          |                          |                     |                     |                     |                     |                     |                                        |                                        |                                        |                                        |                                        |                                        |                                        |                                        |                                        |                                        |                                        |                                        |                                        |                                        |                                        |                                        |                                        |                                        |
| Telefonie        | Telefonie        |            |            | Rijkstelegraaf | Rijkstelegraaf | Rijkstelegraaf | Rijkstelegraaf           | Rijkstelegraaf           | APT                      | APT                      | P&T                      | P&T                      | P&T                      | P&T                      | PTT                      | PTT                      | PTT                      | PTT                 | PTT                 | PTT                 | PTT                 | PTT                 | KPN (PTT Telecom, PTT Post)            | KPN (PTT Telecom, PTT Post)            | KPN (PTT Telecom, PTT Post)            | Koninklijke KPN                        | Koninklijke KPN                        | Koninklijke KPN                        | Koninklijke KPN                        | Koninklijke KPN                        | Koninklijke KPN                        | Koninklijke KPN                        | Koninklijke KPN                        | Koninklijke KPN                        | Koninklijke KPN                        | Koninklijke KPN                        | Koninklijke KPN                        | Koninklijke KPN                        | Koninklijke KPN                        | Koninklijke KPN                        |
| Koeriersdiensten | Koeriersdiensten | Posterijen | Posterijen | Posterijen     | Posterijen     | Posterijen     | Posterijen               | Posterijen               | APT                      | APT                      | P&T                      | P&T                      | P&T                      | P&T                      | PTT                      | PTT                      | PTT                      | PTT                 | PTT                 | PTT                 | PTT                 | PTT                 | KPN (PTT Telecom, PTT Post)            | KPN (PTT Telecom, PTT Post)            | KPN (PTT Telecom, PTT Post)            | TPG                                    | TPG                                    | TPG                                    | TPG                                    | TPG                                    | TPG                                    | TNT                                    | TNT                                    | TNT                                    | TNT                                    | TNT Express                            | TNT Express                            | TNT Express                            | (FedEx)                                | (FedEx)                                |
| Post(pakketten)  | Post(pakketten)  | Posterijen | Posterijen | Posterijen     | Posterijen     | Posterijen     | Posterijen               | Posterijen               | APT                      | APT                      | P&T                      | P&T                      | P&T                      | P&T                      | PTT                      | PTT                      | PTT                      | PTT                 | PTT                 | PTT                 | PTT                 | PTT                 | KPN (PTT Telecom, PTT Post)            | KPN (PTT Telecom, PTT Post)            | KPN (PTT Telecom, PTT Post)            | (PTT Post)                             | (PTT Post)                             | (PTT Post)                             | (TPG Post)                             | (TPG Post)                             | (TPG Post)                             | (TNT Post)                             | (TNT Post)                             | (TNT Post)                             | (TNT Post)                             | Koninklijke PostNL                     | Koninklijke PostNL                     | Koninklijke PostNL                     | Koninklijke PostNL                     | Koninklijke PostNL                     |
| Spaarbank        | Spaarbank        |            |            |                |                |                | Rijkspostspaarbank (RPS) | Rijkspostspaarbank (RPS) | Rijkspostspaarbank (RPS) | Rijkspostspaarbank (RPS) | Rijkspostspaarbank (RPS) | Rijkspostspaarbank (RPS) | Rijkspostspaarbank (RPS) | Rijkspostspaarbank (RPS) | Rijkspostspaarbank (RPS) | Rijkspostspaarbank (RPS) | Rijkspostspaarbank (RPS) | Postgiro /RPS       | Postgiro /RPS       | Postgiro /RPS       | Postbank            | Postbank            | Postbank                               | Postbank                               | Postbank                               | Postbank                               | Postbank                               | Postbank                               | Postbank                               | Postbank                               | Postbank                               | Postbank                               | Postbank                               | ING                                    | ING                                    | ING                                    | ING                                    | ING                                    | ING                                    | ING                                    |
| Bank             | Bank             |            |            |                |                |                |                          | PCGD (Postgiro)          | PCGD (Postgiro)          | PCGD (Postgiro)          | PCGD (Postgiro)          | PCGD (Postgiro)          |                          |                          |                          |                          |                          | Postgiro /RPS       | Postgiro /RPS       | Postgiro /RPS       | Postbank            | Postbank            | Postbank                               | Postbank                               | Postbank                               | Postbank                               | Postbank                               | Postbank                               | Postbank                               | Postbank                               | Postbank                               | Postbank                               | Postbank                               | ING                                    | ING                                    | ING                                    | ING                                    | ING                                    | ING                                    | ING                                    |
|                  |                  |            |            |                |                |                |                          |                          |                          |                          |                          |                          |                          |                          |                          |                          |                          |                     |                     |                     |                     |                     |                                        |                                        |                                        |                                        |                                        |                                        |                                        |                                        |                                        |                                        |                                        |                                        |                                        |                                        |                                        |                                        |                                        |                                        |
|                  | 1799             | 1799       | 1852       | 1852           |                | 1881           | 1881                     | 1893                     | 1893                     | 1915                     | 1915                     | 1918                     | 1918                     | 1928                     | 1928                     |                          | 1977                     | 1977                |                     | 1986                | 1986                | 1989                | 1989                                   |                                        | 1998                                   | 1998                                   |                                        | 2002                                   | 2002                                   |                                        | 2006                                   | 2006                                   | 2009                                   | 2009                                   | 2011                                   | 2011                                   |                                        | 2016                                   | 2016                                   |                                        |

## Directie
- Ad Scheepbouwer - bestuursvoorzitter PTT Post (1989-1997), bestuursvoorzitter (1997-2001)
- Peter Bakker - Financieel directeur (1997-2001), bestuursvoorzitter (2002-2011)
- Jan Haars - Financieel directeur (2002-2006)
- Bernard Bot Jr - Financieel directeur (2006-2014)
- Carel Paauwe - bestuursvoorzitter Strategy & Business Development (1998-2001)
- Roberto Rossi - bestuursvoorzitter TNT Logistics (1999-2002)
- Dave Kulik - bestuursvoorzitter TNT Logistics (2003-2006)
- Bert van Doorn - bestuursvoorzitter PTT Post/TPG Post (1998-2003)
- Harry Koorstra - bestuursvoorzitter TPG Post/TNT Post/PostNL (2003-2012)
- John Fellows - bestuursvoorzitter TNT Expres (1998-1999)
- Alan Jones - bestuursvoorzitter TNT Express (1999-2003)
- Marie-Christine Lombard - bestuursvoorzitter TNT Express (2004-2011)